# Llista de topònims dels Hostalets de Pierola
Llista de topònims (noms propis de lloc) del municipi dels Hostalets de Pierola, a l'Anoia
Informació actualitzada per un bot. Els canvis manuals es perdran quan s'actualitzi!

## arbre singular
| imatge | Nom                                    | Ubicat a                 | instància de   | Detalls                                 | coordenades | Protecció | Commons (més fotos) | Dades a WD                    |
| ------ | -------------------------------------- | ------------------------ | -------------- | --------------------------------------- | --- | --------- | ------------------- | ----------------------------- |
|        | Ametller de l'Antiga Escola Renaixença | els Hostalets de Pierola | arbre singular | 1919                                    | 41° 32′ 00″ N, 1° 46′ 17″ E / 41.53345°N,1.77144°E ca:C. J. Mestre Lladós, 5-7.                                 |           |                     | Modifica les dades a Wikidata |
|        | Castanyer de la Torre del Senyor Enric | els Hostalets de Pierola | arbre singular | 1920                                    | 41° 32′ 00″ N, 1° 46′ 16″ E / 41.53347°N,1.77101°E ca:C. J. Mestre Lladós, 1                                    |           |                     | Modifica les dades a Wikidata |
|        | Castanyer del Casal Català             | els Hostalets de Pierola | arbre singular | 1920                                    | 41° 31′ 59″ N, 1° 46′ 14″ E / 41.53318°N,1.77049°E ca:C. Isidre Vallès, 30                                      |           |                     | Modifica les dades a Wikidata |
|        | Cedre de la Torre del Senyor Enric     | els Hostalets de Pierola | arbre singular | 1920                                    | 41° 32′ 01″ N, 1° 46′ 15″ E / 41.53364°N,1.77097°E ca:C. J. Mestre Lladós, 1                                    |           |                     | Modifica les dades a Wikidata |
|        | Palmera de Can Roviralta               | els Hostalets de Pierola | arbre singular |                                         | 41° 32′ 04″ N, 1° 45′ 58″ E / 41.53435°N,1.76622°E ca:C. Roviralta, cantonada amb Avinguda Hostalets de Pierola |           |                     | Modifica les dades a Wikidata |
|        | Plataners de la carretera              | els Hostalets de Pierola | arbre singular |                                         | 41° 32′ 03″ N, 1° 46′ 04″ E / 41.53428°N,1.76787°E ca:Avinguda dels Hostalets de Pierola s/n                    |           |                     | Modifica les dades a Wikidata |
|        | Til·lers del Casal Català              | els Hostalets de Pierola | arbre singular | 1926                                    | 41° 32′ 00″ N, 1° 46′ 14″ E / 41.5334°N,1.77057°E ca:C. Isidre Vallès, 30                                       |           |                     | Modifica les dades a Wikidata |
|        | lledoner de la Font del Comú           | els Hostalets de Pierola | arbre singular | 1903 Taxon: lledoner (Celtis australis) | 41° 32′ 05″ N, 1° 46′ 18″ E / 41.53486°N,1.77154°E ca:C. de l'Escorxador, cantonada amb C/Major 350 msnm        |           |                     | Modifica les dades a Wikidata |

## casa
| imatge | Nom                    | Ubicat a                 | instància de | Detalls                                               | coordenades | Protecció                                  | Commons (més fotos)                     | Dades a WD                    |
| ------ | ---------------------- | ------------------------ | ------------ | ----------------------------------------------------- | --- | ------------------------------------------ | --------------------------------------- | ----------------------------- |
|        | Cal Batista            | els Hostalets de Pierola | casa         | 1679                                                  | 41° 32′ 03″ N, 1° 46′ 12″ E / 41.53425°N,1.76987°E ca:C/Major, 1.                                                                    |                                            |                                         | Modifica les dades a Wikidata |
|        | Cal Carboner           | els Hostalets de Pierola | casa         | Estil: arquitectura popular noucentisme 19th century  | 41° 32′ 04″ N, 1° 46′ 11″ E / 41.53455°N,1.76972°E ca:C. de l'Església, 10                                                           | bé integrant del patrimoni cultural català | Cal Carboner (els Hostalets de Pierola) | Modifica les dades a Wikidata |
|        | Cal Janet              | els Hostalets de Pierola | casa         | 1747                                                  | 41° 32′ 02″ N, 1° 46′ 12″ E / 41.53401°N,1.76987°E ca:C/Major, cantonada amb C/Isidre Vallès.                                        |                                            |                                         | Modifica les dades a Wikidata |
|        | Cal Jep                | els Hostalets de Pierola | casa         | 1818                                                  | 41° 32′ 01″ N, 1° 46′ 10″ E / 41.53367°N,1.76954°E ca:Baix de Sant Antoni, 3                                                         |                                            |                                         | Modifica les dades a Wikidata |
|        | Cal Joanet Fuster      | els Hostalets de Pierola | casa         | Estil: modernisme català arquitectura modernista 1911 | 41° 32′ 00″ N, 1° 46′ 16″ E / 41.53339°N,1.77117°E ca:C. J. Mestre Lladós, 3.                                                        | bé integrant del patrimoni cultural català |                                         | Modifica les dades a Wikidata |
|        | Cal Pau Vidal          | els Hostalets de Pierola | casa         | 1816                                                  | 41° 32′ 02″ N, 1° 46′ 11″ E / 41.53392°N,1.7696°E ca:C. Isidre Vallès, 2 cantonada amb C/ Antoni Gaudí i C/Baix de Sant Antoni, 2-4. |                                            |                                         | Modifica les dades a Wikidata |
|        | Cal Ponça              | els Hostalets de Pierola | casa         | 1832                                                  | 41° 32′ 04″ N, 1° 46′ 14″ E / 41.53456°N,1.77051°E ca:C. Major, 22                                                                   |                                            |                                         | Modifica les dades a Wikidata |
|        | Cal Roviralta          | els Hostalets de Pierola | casa         | Estil: arquitectura eclèctica 20th century            | 41° 32′ 03″ N, 1° 45′ 58″ E / 41.53429°N,1.76605°E ca:C. Roviralta, cantonada amb Avinguda Hostalets de Pierola                      | bé cultural d'interès local                | Cal Roviralta                           | Modifica les dades a Wikidata |
|        | Cal Sala               | els Hostalets de Pierola | casa         | 1595                                                  | 41° 32′ 04″ N, 1° 46′ 12″ E / 41.53437°N,1.77002°E ca:C. Església cantonada amb C/Major                                              |                                            |                                         | Modifica les dades a Wikidata |
|        | Can Maristany          | els Hostalets de Pierola | casa         | Estil: arquitectura modernista 1913                   | 41° 32′ 00″ N, 1° 46′ 12″ E / 41.533463°N,1.77°E ca:Carrer Mestre Lladós, 3                                                          |                                            |                                         | Modifica les dades a Wikidata |
|        | Maset Finet            | els Hostalets de Pierola | casa         | Estil: arquitectura popular 1904                      | 41° 32′ 06″ N, 1° 46′ 12″ E / 41.53494°N,1.76996°E ca:C. J. Verdaguer,4, 6, 8.                                                       | bé integrant del patrimoni cultural català |                                         | Modifica les dades a Wikidata |
|        | casa Cucurella         | els Hostalets de Pierola | casa         | Estil: noucentisme 1926                               | 41° 32′ 01″ N, 1° 46′ 13″ E / 41.53355°N,1.77033°E ca:Carrer Isidre Vallès, 28                                                       | bé integrant del patrimoni cultural català | Casa Cucurella                          | Modifica les dades a Wikidata |
|        | casa Pons              | els Hostalets de Pierola | casa         | Estil: arquitectura modernista noucentisme 1915       | 41° 31′ 59″ N, 1° 46′ 20″ E / 41.53298°N,1.7721°E ca:carrer Mestre Lladós, 33                                                        | bé integrant del patrimoni cultural català |                                         | Modifica les dades a Wikidata |
|        | torre del Senyor Enric | els Hostalets de Pierola | casa         | Estil: modernisme català arquitectura modernista 1920 | 41° 32′ 01″ N, 1° 46′ 15″ E / 41.5335°N,1.77087°E ca:C. J. Mestre Lladós, 1                                                          | bé integrant del patrimoni cultural català |                                         | Modifica les dades a Wikidata |

## edifici
| imatge | Nom                                            | Ubicat a                 | instància de | Detalls                                                                              | coordenades                                                                           | Protecció                                  | Commons (més fotos)                        | Dades a WD                    |
| ------ | ---------------------------------------------- | ------------------------ | ------------ | ------------------------------------------------------------------------------------ | ------------------------------------------------------------------------------------- | ------------------------------------------ | ------------------------------------------ | ----------------------------- |
|        | Dispensari Municipal dels Hostalets de Pierola | els Hostalets de Pierola | edifici      | Estil: modernisme català 1910s                                                       | 41° 32′ 04″ N, 1° 46′ 11″ E / 41.53444°N,1.76984°E ca:carrer de l'Església, 4         | bé integrant del patrimoni cultural català | Antic Ajuntament dels Hostalets de Pierola | Modifica les dades a Wikidata |
|        | Escola Renaixença                              | els Hostalets de Pierola | edifici      | Arquitecte: Josep Domènech i Mansana Estil: arquitectura modernista noucentisme 1919 | 41° 32′ 00″ N, 1° 46′ 17″ E / 41.53333°N,1.7713°E ca:Carrer Mestre Lladós, 5-7        | bé integrant del patrimoni cultural català | Escola Renaixença                          | Modifica les dades a Wikidata |
|        | Torre Solanes                                  | els Hostalets de Pierola | edifici      | 1911                                                                                 | 41° 32′ 08″ N, 1° 46′ 17″ E / 41.53544735984673°N,1.7714812125987234°E ca:C/Major, 50 |                                            | Torre Solanes                              | Modifica les dades a Wikidata |
|        | casal Català dels Hostalets de Pierola         | els Hostalets de Pierola | edifici      | Arquitecte: Josep Goday i Casals Ferran Serra i Sala Estil: noucentisme 1920s        | 41° 32′ 00″ N, 1° 46′ 13″ E / 41.53331°N,1.7703°E ca:C. Isidre Vallès, 30             | bé cultural d'interès local                |                                            | Modifica les dades a Wikidata |

## entitat singular de població
| imatge | Nom                      | Ubicat a                 | instància de                                   | Detalls  | coordenades                                                                   | Protecció | Commons (més fotos) | Dades a WD                    |
| ------ | ------------------------ | ------------------------ | ---------------------------------------------- | -------- | ----------------------------------------------------------------------------- | --------- | ------------------- | ----------------------------- |
|        | Can Fontimarc            | els Hostalets de Pierola | entitat singular de població                   | 12 hab   | 41° 31′ 17″ N, 1° 50′ 19″ E / 41.521471838505°N,1.8387212472516°E 229 msnm    |           |                     | Modifica les dades a Wikidata |
|        | Can Fosalba              | els Hostalets de Pierola | entitat singular de població                   | 308 hab  | 41° 32′ 37″ N, 1° 48′ 47″ E / 41.543728405063°N,1.8131460895566°E 355 msnm    |           |                     | Modifica les dades a Wikidata |
|        | Can Gras                 | els Hostalets de Pierola | entitat singular de població                   | 38 hab   | 41° 31′ 33″ N, 1° 49′ 10″ E / 41.525779324191°N,1.8194670652208°E 261 msnm    |           |                     | Modifica les dades a Wikidata |
|        | Can Marcet               | els Hostalets de Pierola | entitat singular de població                   | 29 hab   | 41° 30′ 48″ N, 1° 49′ 37″ E / 41.513245296997°N,1.8268849026819°E 218 msnm    |           |                     | Modifica les dades a Wikidata |
|        | Can Rovira               | els Hostalets de Pierola | entitat singular de població                   | 51 hab   | 41° 33′ 40″ N, 1° 45′ 23″ E / 41.561143381162°N,1.7564639560516°E 475 msnm    |           |                     | Modifica les dades a Wikidata |
|        | Can Térmens              | els Hostalets de Pierola | entitat singular de població                   | 25 hab   | 41° 34′ 07″ N, 1° 46′ 53″ E / 41.568617144284°N,1.7815071988273°E 425.97 msnm |           |                     | Modifica les dades a Wikidata |
|        | Pierola                  | els Hostalets de Pierola | entitat singular de població                   | 5 hab    | 41° 32′ 57″ N, 1° 47′ 19″ E / 41.5492563720322°N,1.7886847875972°E 287 msnm   |           |                     | Modifica les dades a Wikidata |
|        | els Boscos de Can Martí  | els Hostalets de Pierola | entitat singular de població                   | 50 hab   | 41° 34′ 08″ N, 1° 45′ 09″ E / 41.5688737644315°N,1.75245699080608°E           |           |                     | Modifica les dades a Wikidata |
|        | els Hostalets de Pierola | els Hostalets de Pierola | entitat singular de població capital municipal | 2086 hab | 41° 32′ 02″ N, 1° 46′ 13″ E / 41.533939°N,1.770237°E 295 msnm                 |           |                     | Modifica les dades a Wikidata |
|        | la Serra Alta            | els Hostalets de Pierola | entitat singular de població                   | 628 hab  | 41° 33′ 14″ N, 1° 47′ 58″ E / 41.553854467148°N,1.79941482209853°E 430 msnm   |           |                     | Modifica les dades a Wikidata |

## església
| imatge | Nom                                 | Ubicat a                 | instància de | Detalls                                                                                      | coordenades                                                            | Protecció                                  | Commons (més fotos)                 | Dades a WD                    |
| ------ | ----------------------------------- | ------------------------ | ------------ | -------------------------------------------------------------------------------------------- | ---------------------------------------------------------------------- | ------------------------------------------ | ----------------------------------- | ----------------------------- |
|        | Sant Cristòfol                      | els Hostalets de Pierola | església     | Estil: arquitectura popular                                                                  | 41° 33′ 36″ N, 1° 47′ 39″ E / 41.55993°N,1.79413°E                     | bé integrant del patrimoni cultural català |                                     | Modifica les dades a Wikidata |
|        | Sant Pere de Pierola                | els Hostalets de Pierola | església     | Estil: arquitectura popular                                                                  | 41° 33′ 09″ N, 1° 46′ 56″ E / 41.55252°N,1.78236°E ca:Riera de Pierola | bé integrant del patrimoni cultural català |                                     | Modifica les dades a Wikidata |
|        | Sant Pere dels Hostalets de Pierola | els Hostalets de Pierola | església     | Arquitecte: Josep Maria Sagnier i Vidal-Ribas Estil: historicisme arquitectònic 20th century | 41° 32′ 05″ N, 1° 46′ 10″ E / 41.53483°N,1.76949°E ca:C. Església, 18  | bé integrant del patrimoni cultural català | Sant Pere dels Hostalets de Pierola | Modifica les dades a Wikidata |

## font
| imatge | Nom                            | Ubicat a                 | instància de | Detalls | coordenades                                                                                     | Protecció | Commons (més fotos) | Dades a WD                    |
| ------ | ------------------------------ | ------------------------ | ------------ | ------- | ----------------------------------------------------------------------------------------------- | --------- | ------------------- | ----------------------------- |
|        | Plataner de la Font de l'Ocata | els Hostalets de Pierola | font         |         | 41° 31′ 33″ N, 1° 47′ 28″ E / 41.52587°N,1.79115°E ca:Font de l'Ocata                           |           |                     | Modifica les dades a Wikidata |
|        | font de l'Ocata                | els Hostalets de Pierola | font         |         | 41° 31′ 33″ N, 1° 47′ 28″ E / 41.52592°N,1.79122°E ca:Carena de la Serra de la Font de l'Ocata. |           |                     | Modifica les dades a Wikidata |

## granja
| imatge | Nom                  | Ubicat a                 | instància de | Detalls | coordenades                                                         | Protecció | Commons (més fotos) | Dades a WD                    |
| ------ | -------------------- | ------------------------ | ------------ | ------- | ------------------------------------------------------------------- | --------- | ------------------- | ----------------------------- |
|        | Granja de Can Peret  | els Hostalets de Pierola | granja       |         | 41° 32′ 31″ N, 1° 46′ 43″ E / 41.5420343577769°N,1.77862909890148°E |           |                     | Modifica les dades a Wikidata |
|        | Granja de Can Rovira | els Hostalets de Pierola | granja       |         | 41° 33′ 02″ N, 1° 45′ 32″ E / 41.5505322133568°N,1.75882890193247°E |           |                     | Modifica les dades a Wikidata |

## masia
| imatge | Nom                         | Ubicat a                       | instància de | Detalls                                               | coordenades | Protecció                                  | Commons (més fotos)                    | Dades a WD                    |
| ------ | --------------------------- | ------------------------------ | ------------ | ----------------------------------------------------- | --- | ------------------------------------------ | -------------------------------------- | ----------------------------- |
|        | Ca l'Antiparro              | els Hostalets de Pierola       | masia        | Estil: arquitectura popular                           | 41° 32′ 21″ N, 1° 48′ 13″ E / 41.539242407545°N,1.80349742528761°E ca:Riera de Pierola.                                  |                                            |                                        | Modifica les dades a Wikidata |
|        | Cal Peret de la Torre       | els Hostalets de Pierola       | masia        |                                                       | 41° 33′ 08″ N, 1° 47′ 15″ E / 41.5521429543045°N,1.78738386234786°E                                                      |                                            |                                        | Modifica les dades a Wikidata |
|        | Cal Xic                     | els Hostalets de Pierola       | masia        | 19th century                                          | 41° 33′ 06″ N, 1° 47′ 16″ E / 41.5517403683861°N,1.78764318987413°E ca:Nucli de Pierola, n. 24.                          |                                            |                                        | Modifica les dades a Wikidata |
|        | Can Carreres                | els Hostalets de Pierola       | masia        | Estil: arquitectura barroca                           | 41° 32′ 55″ N, 1° 45′ 53″ E / 41.54856°N,1.76469°E ca:Carretera de Piera a Esparreguera                                  | bé integrant del patrimoni cultural català |                                        | Modifica les dades a Wikidata |
|        | Can Ferran                  | els Hostalets de Pierola Piera | masia        |                                                       | 41° 32′ 58″ N, 1° 45′ 26″ E / 41.5493516285447°N,1.75710092379142°E                                                      |                                            |                                        | Modifica les dades a Wikidata |
|        | Can Fontimarc               | els Hostalets de Pierola       | masia        |                                                       | 41° 31′ 16″ N, 1° 50′ 20″ E / 41.5210679787396°N,1.83884037939349°E                                                      |                                            |                                        | Modifica les dades a Wikidata |
|        | Can Fosalba                 | els Hostalets de Pierola       | masia        |                                                       | 41° 32′ 39″ N, 1° 48′ 41″ E / 41.5442063983545°N,1.81141471137171°E ca:Plaça de Catalunya (Urbanització de Can Fosalba). |                                            |                                        | Modifica les dades a Wikidata |
|        | Can Galceran                | els Hostalets de Pierola       | masia        | Estil: arquitectura popular                           | 41° 31′ 02″ N, 1° 50′ 40″ E / 41.51734°N,1.84449°E                                                                       | bé integrant del patrimoni cultural català |                                        | Modifica les dades a Wikidata |
|        | Can Gallard                 | els Hostalets de Pierola       | masia        |                                                       | 41° 32′ 02″ N, 1° 49′ 26″ E / 41.5339316566703°N,1.82391384316945°E                                                      |                                            |                                        | Modifica les dades a Wikidata |
|        | Can Gimferrer               | els Hostalets de Pierola       | masia        |                                                       | 41° 30′ 46″ N, 1° 50′ 22″ E / 41.5126961810715°N,1.83932555555057°E                                                      |                                            |                                        | Modifica les dades a Wikidata |
|        | Can Gras                    | els Hostalets de Pierola       | masia        |                                                       | 41° 31′ 33″ N, 1° 49′ 10″ E / 41.5259596594792°N,1.81945566384119°E                                                      |                                            |                                        | Modifica les dades a Wikidata |
|        | Can Grau Vell               | els Hostalets de Pierola       | masia        | Estil: arquitectura popular                           | 41° 33′ 57″ N, 1° 46′ 27″ E / 41.5658452787884°N,1.77403107003341°E                                                      |                                            |                                        | Modifica les dades a Wikidata |
|        | Can Marcet                  | els Hostalets de Pierola       | masia        |                                                       | 41° 30′ 56″ N, 1° 49′ 35″ E / 41.5154283660313°N,1.82631013061225°E                                                      |                                            |                                        | Modifica les dades a Wikidata |
|        | Can Marques                 | els Hostalets de Pierola       | masia        |                                                       | 41° 30′ 56″ N, 1° 49′ 10″ E / 41.5155020530423°N,1.81943001980275°E                                                      |                                            |                                        | Modifica les dades a Wikidata |
|        | Can Martí de l'Estela       | els Hostalets de Pierola Piera | masia        |                                                       | 41° 33′ 04″ N, 1° 45′ 21″ E / 41.5509758023521°N,1.75570289802187°E                                                      |                                            |                                        | Modifica les dades a Wikidata |
|        | Can Mata Nou                | els Hostalets de Pierola       | masia        |                                                       | 41° 33′ 06″ N, 1° 47′ 02″ E / 41.5516279373234°N,1.78382029284359°E                                                      |                                            |                                        | Modifica les dades a Wikidata |
|        | Can Mata Vell               | els Hostalets de Pierola       | masia        |                                                       | 41° 33′ 26″ N, 1° 47′ 03″ E / 41.5573595152554°N,1.78410855921225°E                                                      |                                            |                                        | Modifica les dades a Wikidata |
|        | Can Mata de la Garriga      | els Hostalets de Pierola       | masia        |                                                       | 41° 31′ 47″ N, 1° 48′ 17″ E / 41.52975°N,1.80467°E                                                                       | bé integrant del patrimoni cultural català | Can Mata de la Garriga                 | Modifica les dades a Wikidata |
|        | Can Palomes                 | els Hostalets de Pierola       | masia        |                                                       | 41° 32′ 28″ N, 1° 47′ 39″ E / 41.5410096112409°N,1.79418564419252°E                                                      |                                            |                                        | Modifica les dades a Wikidata |
|        | Can Parent Vell             | els Hostalets de Pierola       | masia        |                                                       | 41° 31′ 36″ N, 1° 50′ 06″ E / 41.5265857411408°N,1.83491818772209°E                                                      |                                            |                                        | Modifica les dades a Wikidata |
|        | Can Pascual                 | els Hostalets de Pierola       | masia        | Estil: arquitectura neoclàssica 1859                  | 41° 34′ 27″ N, 1° 47′ 14″ E / 41.57411°N,1.78721°E                                                                       | bé integrant del patrimoni cultural català | Can Pascual (els Hostalets de Pierola) | Modifica les dades a Wikidata |
|        | Can Peret de Mal Mestre     | els Hostalets de Pierola       | masia        |                                                       | 41° 32′ 25″ N, 1° 48′ 32″ E / 41.5402544747959°N,1.80901745428785°E                                                      |                                            |                                        | Modifica les dades a Wikidata |
|        | Can Peret de la Serra       | els Hostalets de Pierola       | masia        |                                                       | 41° 32′ 28″ N, 1° 46′ 42″ E / 41.5409760214702°N,1.77820543677098°E                                                      |                                            |                                        | Modifica les dades a Wikidata |
|        | Can Pinal                   | els Hostalets de Pierola       | masia        |                                                       | 41° 31′ 56″ N, 1° 48′ 34″ E / 41.5321078954183°N,1.80949056070304°E                                                      |                                            |                                        | Modifica les dades a Wikidata |
|        | Can Pons                    | els Hostalets de Pierola       | masia        | 19th century                                          | 41° 32′ 58″ N, 1° 47′ 17″ E / 41.54947°N,1.78806°E ca:Nucli de Pierola, 9                                                | bé integrant del patrimoni cultural català |                                        | Modifica les dades a Wikidata |
|        | Can Pujol de la Muntanya    | els Hostalets de Pierola       | masia        | Estil: arquitectura popular                           | 41° 33′ 50″ N, 1° 46′ 27″ E / 41.56377°N,1.77425°E                                                                       | bé integrant del patrimoni cultural català |                                        | Modifica les dades a Wikidata |
|        | Can Rovira                  | els Hostalets de Pierola       | masia        | 18th century                                          | 41° 33′ 07″ N, 1° 45′ 23″ E / 41.5519034162125°N,1.75652445078664°E                                                      |                                            |                                        | Modifica les dades a Wikidata |
|        | Can Tinus                   | els Hostalets de Pierola       | masia        |                                                       | 41° 32′ 31″ N, 1° 48′ 40″ E / 41.5419433056078°N,1.81119240466037°E                                                      |                                            |                                        | Modifica les dades a Wikidata |
|        | Can Ton del Maset           | els Hostalets de Pierola       | masia        |                                                       | 41° 32′ 40″ N, 1° 47′ 47″ E / 41.5445465800621°N,1.79649380377925°E                                                      |                                            |                                        | Modifica les dades a Wikidata |
|        | Can Térmens                 | els Hostalets de Pierola       | masia        |                                                       | 41° 33′ 44″ N, 1° 46′ 44″ E / 41.562193998498°N,1.77878917763416°E                                                       |                                            |                                        | Modifica les dades a Wikidata |
|        | Can Valls                   | els Hostalets de Pierola       | masia        | Estil: modernisme català arquitectura modernista 1432 | 41° 32′ 11″ N, 1° 46′ 16″ E / 41.53633°N,1.77104°E ca:Passatge Verdaguer, 71                                             | bé integrant del patrimoni cultural català |                                        | Modifica les dades a Wikidata |
|        | Can Vila                    | els Hostalets de Pierola       | masia        | 1914                                                  | 41° 31′ 16″ N, 1° 48′ 33″ E / 41.5210537245148°N,1.80926174896781°E                                                      |                                            |                                        | Modifica les dades a Wikidata |
|        | Caseta de l'Hort            | els Hostalets de Pierola       | masia        |                                                       | 41° 31′ 45″ N, 1° 46′ 25″ E / 41.5291817671907°N,1.77360885203924°E                                                      |                                            |                                        | Modifica les dades a Wikidata |
|        | Mas d'en Pi                 | els Hostalets de Pierola       | masia        | 19th century                                          | 41° 34′ 11″ N, 1° 47′ 09″ E / 41.5697178452584°N,1.78586782243637°E                                                      |                                            |                                        | Modifica les dades a Wikidata |
|        | Molins de Vent d'en Soteres | els Hostalets de Pierola Piera | masia        |                                                       | 41° 32′ 18″ N, 1° 45′ 38″ E / 41.5384627880898°N,1.760510287997°E                                                        |                                            |                                        | Modifica les dades a Wikidata |
|        | Torre de Pierola            | els Hostalets de Pierola       | masia        |                                                       | 41° 33′ 04″ N, 1° 47′ 17″ E / 41.5511869654543°N,1.78812116092444°E                                                      |                                            |                                        | Modifica les dades a Wikidata |
|        | la Casa Nova                | els Hostalets de Pierola       | masia        |                                                       | 41° 34′ 23″ N, 1° 47′ 23″ E / 41.573065281213°N,1.78983530362348°E                                                       |                                            |                                        | Modifica les dades a Wikidata |
|        | la Fassina                  | els Hostalets de Pierola       | masia        | Estil: arquitectura popular 19th century              | 41° 30′ 56″ N, 1° 48′ 31″ E / 41.5154435068839°N,1.80851373192339°E ca:Riera de Claret                                   |                                            |                                        | Modifica les dades a Wikidata |
|        | les Cases Noves             | els Hostalets de Pierola       | masia        |                                                       | 41° 31′ 42″ N, 1° 48′ 56″ E / 41.5282528925227°N,1.81560233153924°E                                                      |                                            |                                        | Modifica les dades a Wikidata |

## polígon industrial
| imatge | Nom                                 | Ubicat a                 | instància de       | Detalls | coordenades                                                         | Protecció | Commons (més fotos) | Dades a WD                    |
| ------ | ----------------------------------- | ------------------------ | ------------------ | ------- | ------------------------------------------------------------------- | --------- | ------------------- | ----------------------------- |
|        | Polígon industrial Camp de la Serra | els Hostalets de Pierola | polígon industrial |         | 41° 31′ 44″ N, 1° 46′ 37″ E / 41.5289910976524°N,1.77684878161736°E |           |                     | Modifica les dades a Wikidata |
|        | Polígon industrial Mas d'en Pi      | els Hostalets de Pierola | polígon industrial |         | 41° 34′ 25″ N, 1° 46′ 50″ E / 41.5735971898469°N,1.78050552885337°E |           |                     | Modifica les dades a Wikidata |

## serra
| imatge | Nom                     | Ubicat a                          | instància de | Detalls | coordenades                                                  | Protecció | Commons (més fotos) | Dades a WD                    |
| ------ | ----------------------- | --------------------------------- | ------------ | ------- | ------------------------------------------------------------ | --------- | ------------------- | ----------------------------- |
|        | Serra Allà              | Collbató els Hostalets de Pierola | serra        |         | 41° 32′ 57″ N, 1° 49′ 09″ E / 41.5491°N,1.81917°E 339.9 msnm |           |                     | Modifica les dades a Wikidata |
|        | serra de Can Dolcet     | Collbató els Hostalets de Pierola | serra        |         | 41° 33′ 24″ N, 1° 48′ 18″ E / 41.5566°N,1.80503°E 425.7 msnm |           |                     | Modifica les dades a Wikidata |
|        | serra del Ginebre       | els Hostalets de Pierola          | serra        |         | 41° 33′ 21″ N, 1° 46′ 13″ E / 41.5558°N,1.77029°E 495.9 msnm |           |                     | Modifica les dades a Wikidata |
|        | serrat de la Cistellera | els Hostalets de Pierola          | serra        |         | 41° 31′ 15″ N, 1° 49′ 51″ E / 41.5209°N,1.83074°E 262.2 msnm |           |                     | Modifica les dades a Wikidata |

## Misc
| imatge | Nom                                         | Ubicat a                                    | instància de                    | Detalls                                | coordenades | Protecció | Commons (més fotos) | Dades a WD                    |
| ------ | ------------------------------------------- | ------------------------------------------- | ------------------------------- | -------------------------------------- | --- | --------- | ------------------- | ----------------------------- |
|        | B-231                                       | Esparreguera els Hostalets de Pierola Piera | carretera                       |                                        | 41° 32′ 14″ N, 1° 52′ 05″ E / 41.5373°N,1.86804°E                                                                                  |           |                     | Modifica les dades a Wikidata |
|        | Can Mata landfill                           | els Hostalets de Pierola                    | abocador jaciment paleontològic |                                        | 41° 31′ 35″ N, 1° 48′ 27″ E / 41.5264°N,1.8075°E                                                                                   |           |                     | Modifica les dades a Wikidata |
|        | Monòlit del Dr. Conde                       | els Hostalets de Pierola                    | mobiliari urbà                  | 1977                                   | 41° 32′ 01″ N, 1° 46′ 15″ E / 41.53365°N,1.77082°E ca:Placeta del Dr. Conde                                                        |           |                     | Modifica les dades a Wikidata |
|        | Resclosa i pont de la Caseta de l'Hort      | els Hostalets de Pierola                    | pont                            | Estat: bon estat                       | 41° 31′ 46″ N, 1° 46′ 25″ E / 41.5294°N,1.77351°E ca:C. del Camí de Cal Pujades s/n 320 msnm                                       |           |                     | Modifica les dades a Wikidata |
|        | Turó de Can Dolcet                          | els Hostalets de Pierola Collbató           | muntanya                        |                                        | 41° 33′ 19″ N, 1° 48′ 57″ E / 41.555408°N,1.815801°E 416 msnm                                                                      |           | Turó de Can Dolcet  | Modifica les dades a Wikidata |
|        | barraca del Canó                            | els Hostalets de Pierola                    | cabana                          |                                        | 41° 30′ 48″ N, 1° 50′ 38″ E / 41.5134436374919°N,1.84378207195979°E                                                                |           |                     | Modifica les dades a Wikidata |
|        | capella del Roser, de can Mata de Garriga   | els Hostalets de Pierola                    | edifici religiós                | Estil: historicisme arquitectònic 1905 | 41° 31′ 48″ N, 1° 48′ 16″ E / 41.53008270263672°N,1.804345965385437°E ca:Can Mata de la Garriga. Carretera de Piera a Esparreguera |           |                     | Modifica les dades a Wikidata |
|        | casa consistorial dels Hostalets de Pierola | els Hostalets de Pierola                    | casa consistorial               |                                        | 41° 32′ 02″ N, 1° 46′ 13″ E / 41.5338854°N,1.770189°E                                                                              |           |                     | Modifica les dades a Wikidata |
|        | cementiri de la Beguda                      | els Hostalets de Pierola                    | cementiri                       |                                        | 41° 30′ 25″ N, 1° 50′ 38″ E / 41.5069508403497°N,1.84392157141503°E                                                                |           |                     | Modifica les dades a Wikidata |
|        | la Placeta                                  | els Hostalets de Pierola                    |                                 |                                        | 41° 32′ 01″ N, 1° 46′ 15″ E / 41.53371°N,1.77072°E ca:Placeta del Dr. Conde                                                        |           |                     | Modifica les dades a Wikidata |
|        | plaça dels Hostalets de Pierola             | els Hostalets de Pierola                    | plaça                           |                                        | 41° 32′ 02″ N, 1° 46′ 12″ E / 41.534°N,1.77008°E                                                                                   |           |                     | Modifica les dades a Wikidata |